# 小山高生
小山 高生（こやま たかお、1948年4月21日 - ）は、日本の脚本家、作家。脚本家集団ぶらざあのっぽ主宰。大阪芸術大学キャラクター造形学科教授。1987年10月より以前は本名の小山 高男名義で活動していた。自称「アジア最大の脚本家（身長が）」。東京都昭島市出身。

## 来歴・人物
早稲田大学第一文学部卒業。大学2年生の時に「企画集団Q」に採用され、テレビ番組『クイズタイムショック』の問題作成のアルバイトを経験。1972年3月1日に早稲田大学を卒業して、アニメ製作会社タツノコプロに入社。企画文芸部に所属して、数々のタツノコアニメの企画や脚本を担当した。企画を担当し最終作まで執筆した『タイムボカンシリーズ』にはとりわけ愛着が深く、復活運動にも力を入れた。そのタツノコプロは1975年8月に退社。小山はフリーに転じて他社作品を手がけるようになったが、自分を育てたタツノコプロ自体への恩義は強く感じ、タツノコプロ初代社長の吉田竜夫が没し、スタッフが次々と流出して苦境にあったタツノコプロを支えた。
若い才能の育成に特に熱心で、1986年7月に日本テレビ音楽学院（現：日テレ学院）の教室を借りて、アニメシナリオハウスを開講。1987年までに、荒川稔久、あかほりさとる、川崎ヒロユキ、影山由美、松井亜弥などを輩出。ここで育ったライターに仕事を斡旋するため、1988年1月に脚本家集団ぶらざあのっぽを結成した。2005年4月に大阪芸術大学映像学科教授に就任している。しかし、一方で脚本家としての仕事は減り、2006年には一本も書かなかった。そのため、脚本家を廃業し、他の仕事に専念すると宣言した。2014年8月にはぶらざあのっぽは同年同月末日を以って、シナリオライターの発掘、養成の役割を終え小山高生の個人事務所となり、それ以外の所属ライターは、全員フリーとなって独立することを発表した。息子の小山真も脚本家の道を進み、ぶらざあのっぽに所属していた。
「ぶらざあのっぽ」のネーミングや、自称である「アジア最大の脚本家」は、小山の194cmという長身に由来する。これをタイムボカンシリーズの笹川ひろし監督に売り込んで、『ヤットデタマン』に小山カメラマンという背が高くて顔が映らない大男のキャラクターで登場した。1993年のOVA『タイムボカン王道復古』では「小山です」の一言だけだが声優としても出演している。
『ドラゴンボール』、『YAWARA!』、『ギャラクシーエンジェル』など多くのアニメを手がけ、特撮でも『平成仮面ライダーシリーズ』の常連脚本家である井上敏樹とは古くから付き合いがあり、とりわけ井上がシリーズ構成を務めた『ギャラクシーエンジェル』、『電光超特急ヒカリアン』などには多くの小山の門下生が参加している。
『ドラゴンボールZ』や『聖闘士星矢』において、オリジナル展開を入れることで原作に追いつかないように調整したことを苦労話に挙げている。原作の内容に忠実な傾向にあるアニメについては「原作そのままなら脚本家なんて必要ない」と断じており、オリジナル要素こそ脚本家の腕の見せどころであり、楽しみでもあったと語っている。
2022年3月26日、YouTubeチャンネル開設。
糖尿病を患っており合併症（神経麻痺など）もある。2023年2月4日に右足に低温火傷を負い、その後、壊疽に感染したため同年4月17日に右足親指切断手術を行った。

## 信仰
1977年11月に真光教団（岡田恵珠派、後の崇教真光）に入信している。以後、教団を紹介する著書の執筆や教団主催の講演会、各地での布教活動を行なっている。
教団の機関誌にてインドネシアでの布教活動の様子が紹介されたり、岡田晃弥の「ご教示」にて小山の布教活動が紹介され、祝福を贈られている。

## ぶらざあのっぽ
ぶらざあのっぽは、小山高生が代表を務めるアニメ脚本家集団。1988年1月に創立し、1990年10月に有限会社として法人登記した。2014年をもって上記の通り小山の個人事務所に変更し、2016年3月31日付けで解散、四半世紀以上の歴史を終えた。

### ぶらざあのっぽ出身ライター
- あかほりさとる
- あべけん
- あみやまさはる
- 荒川稔久
- 石橋大助
- 犬飼和彦
- 大知慶一郎
- 植竹須美男
- 岡本典久
- 影山由美

- 川崎ヒロユキ
- 小山真
- 工藤治
- 久保田雅史
- 香村純子
- 佐藤勝一
- 鈴木雅詞
- 隅沢克之
- 高橋義昌
- 高山治郎
- 滝晃一
- 玉井☆豪
- 千葉克彦
- 中西やすひろ
- 成田良美
- 長谷川勝己
- 花田十輝
- 堀井明子
- 松井亜弥
- 三井秀樹
- 山田靖智
- 与口奈津江
- 吉田玲子
- 渡辺誓子

## 参加作品

### 映像作品

#### タツノコプロ
- いなかっぺ大将
- OKAWARI-BOY スターザンS
- かいけつタマゴン
- 科学忍者隊ガッチャマン
- けろっこデメタン[13]
- 昭和アホ草紙あかぬけ一番!
- 新造人間キャシャーン[13]
- こちら葛飾区亀有公園前派出所（「ジャンプ・スペシャルアニメ・大行進」用アニメ）
- タイムボカンシリーズ
  - タイムボカン
  - ゼンダマン
  - タイムパトロール隊オタスケマン
  - ヤットデタマン
  - 逆転イッパツマン
  - イタダキマン
  - タイムボカン2000 怪盗きらめきマン[14]
- ダッシュ勝平
- 天空戦記シュラト
- てんとう虫の歌
- ドテラマン
- 森の陽気な小人たちベルフィーとリルビット

#### 東映アニメーション（旧 東映動画）
- 悪魔くん
- かりあげクン[15]
- コンポラキッド[16]
- 聖闘士星矢
- 地獄先生ぬ〜べ〜
- 貯金戦士キャッシュマン
- Dr.スランプ アラレちゃん
- ドラゴンボール
- ドラゴンボールZ
- ドラゴンボール改[注 2]

#### サンライズ（旧 日本サンライズ）
- 超力ロボ ガラット
- 魔神英雄伝ワタル
- 魔神英雄伝ワタル2
- 勇者特急マイトガイン

#### ぴえろ（旧 スタジオぴえろ）
- うる星やつら
- おれは直角[17]
- 丸出だめ夫

#### 葦プロダクション（一時期 プロダクション リード）
- ブロッカー軍団IVマシーンブラスター
- くじらのホセフィーナ
- アイドル伝説えり子
- F-ZEROファルコン伝説
- 花の魔法使いマリーベル
- NG騎士ラムネ&40
- 魔法のエンジェルスイートミント
- オフサイド

#### その他
- UFO戦士ダイアポロン
- カード王 ミックスマスター（韓国制作）
- 激走!ルーベンカイザー（次回予告部分のみ担当）
- 少年サンタの大冒険!
- 楽しいウイロータウン
- ついでにとんちんかん
- 手塚治虫のドン・ドラキュラ[18]
- ときめきトゥナイト
- プロジェクトA子2 大徳寺財閥の陰謀
- しあわせのかたち
- スレイヤーズ
- パーマン（1983年）
- ハイスクール!奇面組
- フクちゃん
- マスターモスキートン
- まぶらほ

#### テレビドラマ
- さわやか3組（NHK教育テレビジョン）平成7年・8年版脚本

#### テレビ番組
- 木曜スター対抗戦（NETテレビ）

#### ゲーム
- ドラゴンボールZ外伝 サイヤ人絶滅計画（1993年、脚本）

### 著書
小説
- かいけつ親子ドンシリーズ
  - 神々の熱き戦闘（1984年）
  - 霊界からの闖入者（1984年）

- 霊もピチピチ生きている 実証・真光の業（1985年）
- こちら葛飾区亀有公園前派出所（1994年、1996年）
- Dr.スランプ アラレちゃん（1994年）
- 元気玉（2002年）
- コミック版「原因」と「結果」の法則（潤色・脚本、2009年）
- だからアニメシナリオはやめられない（2012年）

漫画
- ちょっとだけかえってきた Dr.SLUMP（Vジャンプ、1993年 - 1996年）
- GO!GO!ACKMAN（Vジャンプ、1994年 - 1996年）
- 貯金戦士キャッシュマン（リメイク版）（Vジャンプ、1998年）

アニメムック
- DRAGON BALL Z アニメ･スペシャル
  - オリジナル・イラスト・ストーリー ピッコロ大魔王の名に賭けて（1989年）

- DRAGON BALL Z アニメ･スペシャルII
  - オリジナルストーリー 誇り高き！サイヤの王子 ベジータ（1991年）

### 舞台
オペラ
- 双子の星（2011年）
- FUKUSHIMA 白河版オペラ 魔笛（2017年）

## 受賞歴
- 1985年 第2回日本アニメ大賞脚本部門最優秀賞
- 1999年 第4回アニメーション神戸特別賞[20][21]
- 2021年 東京アニメアワード2021功労部門褒賞

## メディア出演

### ラジオ
- TOKYO M.A.A.D SPIN「ゆう坊＆マシリトのKosoKoso放送局[注 3]」（2025年3月30日〈29日深夜〉、J-WAVE） - 東映アニメーション代表取締役会長の森下孝三、アニメーターの中鶴勝祥と共にゲスト[22]